# Släktbaserat kriminellt nätverk
Släktbaserat kriminellt nätverk är maffialiknande organiserad brottslighet där utövarna huvudsakligen förenas av släktband eller har rötter i samma klansamhälle. Förekomsten av sådana nätverk är inte begränsad till någon speciell tid eller plats, men denna artikel behandlar situationen i Sverige och Tyskland under årtiondena kring år 2000.
Ofta betecknas grupperingarna med släkt- eller klannamn. Att släktnamnet används som beteckning på det kriminella nätverket innebär dock inte att klanen som sådan är kriminell eller att alla dess medlemmar ingår i det kriminella nätverket. Av denna anledning har svensk polis år 2020 beslutat att inte använda den tidigare beteckningen klankriminalitet, som är vanlig i Tyskland.

## Kriminella nätverk som bygger på släktskap
Den släktbaserade kriminaliteten har sin grund i samhällen där staten är svag och där samhället i stället bygger på sammanhållning och lojalitet inom släkter eller klaner. Efter att ha flyttat till Väst- och Nordeuropa har vissa släkter från sådana samhällen bibehållit patriarkaliska och hedersbaserade strukturer och värderingar som har möjliggjort framväxten av kriminella nätverk som omfattar vissa av släktens medlemmar. Även om endast en liten del av släkten är kriminell så finns en tradition att hålla ihop och skydda släkten snarare än att lite på statliga åtgärder.
Den federala tyska polismyndigheten (tyska: Bundeskriminalamt) definierar klankriminalitet som organiserad kriminalitet utövad av medlemmar i etniskt isolerade subkulturer och skiljer mellan klankriminaliteten och den verksamhet som bedrivs av den italienska maffian, och den rysk-eurasiska organiserade brottsligheten. Typiskt för klankriminella grupper är enligt tyska polisen att de förenas av släktskap (storfamiljer) och i hög grad avskärmar sig från samhället. Avskärmningen försvårar polisundersökningar och är en följd av en egen värdegrund som inbegriper ett avståndstagande från rättsstaten. Klankriminaliteten kan enligt tyska polisen vidare uppvisa ett eller flera av följande drag:
- starkt patriarkal familjestruktur[5]
- rumslig koncentration och ovilja att integreras i majoritetssamhället.[5]
- tendens att provocera eskaleringar även vid triviala händelser eller mindre rättsliga överträdelser.[5]
- utnyttjande av gruppens gemensamma potential för mobilisering och hot[5]

I Sverige uppmärksammades klankriminaliteten som fenomen genom antologin Klanen (2019) av bland andra Per Brinkemo och boken Familjen av Johanna Bäckström Lerneby (2020) om släkten Ali Khan i Hjällbo. I september 2020 tog biträdande rikspolischef Mats Löfving upp frågan i en uppmärksammad radiointervju. Han beskrev klanbrottslighet som släktbaserad organiserad brottslighet och såg det som särskilt allvarligt att vissa av dessa släkter har tagit sig in både i näringslivet och i det politiska livet. Löfving beskrev dessa invandrade "släktbaserade kriminella nätverk", eller "klaner", som ointresserade av att integreras i det svenska samhället. Han sa också att de har nära kontakter med motsvarande grupper i Tyskland. Uttalandet fick stort genomslag i massmedia. Amir Rostami, kriminolog vid Uppsala universitet, menar att detta delvis berodde på att Löfving använt ordet "klan" som har ett symbolvärde och upplevs som något främmande och skrämmande. Liberalernas partiledare Nyamko Sabuni kritiserade i september 2020 hur ordet klan används och föredrog istället epitetet "släktbaserade kriminella gäng". Enligt Sabuni, som själv kommer från vad hon betecknar som "ett klansamhälle", är klaner i sig inte är någonting negativt utan utgör formen för samhällets organisering i stora delar av världen som saknar en välfärdsstat.
2020 blev det känt att svensk polis sammanställt en rapport över de "kriminella klanerna" och deras hemvister och kopplingar. Senare har polisen utpekande av "kriminella klaner" mötts av stark kritik, eftersom det bara är en bråkdel av personerna inom de aktuella familjerna som ägnar sig åt brottslig verksamhet. Sedan i november 2020 finns inom polisen rutinen att inte tala om "klaner" utan i stället om "släktbaserade kriminella nätverk" för att inte peka ut eller misstänkliggöra laglydiga medlemmar av de aktuella släkterna/familjerna.
I sin uppmärksammade intervju påstod Mats Löfving att huvudmännen i de aktuella grupperingarna har flyttat till Sverige med direkt avsikt att bedriva brottslig verksamhet. En genomgång i Sydsvenskan bekräftar att nätverken finns inom storfamiljer som härrör från flyktingar som kommit till Sverige under senare 1900-tal, men påpekar att det inte finns några belägg för att de kom hit för att begå brott. Sydsvenskan visar också att det endast är en liten del av de ursprungliga invandrarnas barn och barnbarn som är eller kan misstänkas vara kriminella och av dessa är samtliga män. På grund av släktlojaliteten kan dock även hederliga medlemmar av släkten pressas till att direkt eller indirekt stödja de kriminellas verksamhet. 
Enligt polischefen i nordöstra Göteborg, Ulf Merlander, skiljer man inom hans arbete sedan 2016 mellan lösa gängstrukturer och klanbaserad kriminalitet. Till skillnad från kriminella gatu- och mc-gäng är klankriminaliteten organiserad genom blodsband vilket gör enheterna betydligt mer slutna. Den svenska journalisten Per Brinkemo skriver att man föds och socialiseras in i en släkt som man aldrig i livet sviker och förråder, oavsett om man själv är kriminell eller inte.

## Sverige
Släktbaserade kriminella nätverk utgör en del av organiserad brottslighet i Sverige. Den växte i Sverige under decennier innan den blev känd i den offentliga debatten, främst kring 2020. De grupperingar som åsyftas hade även benämnts maffia (sedan 2007), kriminella (stor)familjer (sedan 2017), kriminella släkter, nätverk och gängkriminella. I augusti 2016 publicerade Brottsförebyggande rådet BRÅ rapporten "Kriminella nätverk och grupperingar" i vilken BRÅ skriver att beteckningen klan ibland används för att markera att släktbaserade kriminella nätverk rör sig om en vid skara. I oktober 2019 publicerade Försvarshögskolan rapporten "Antagonistiska hot och deras påverkan på lokalsamhällen" där kollektivistiska strukturer och sedvanerätt tas upp som en av ett antal aspekter av sådana hot. Journalisten Per Brinkemo redovisar där problem som uppstår i mötet mellan å ena sidan traditionell klanbaserad rättsskipning och å andra sidan den svenska rättsstaten.
Vad gäller antalet släktbaserade kriminella nätverk i Sverige finns det olika uppgifter. Biträdande rikspolischef Mats Löfving uppgav i september 2020 att polisen känner till minst 40 kriminella klaner. Andra källor från 2020-21 hänvisar till att en hemlig polisrapport nämner 34 eller 36 nätverk.  Nätverken ska enligt dessa källor vara koncentrerade till södra halvan av Sverige, med speciell koncentration i Skåne och i Göteborg. Både antalet och benämningen klan har ifrågasatts av andra källor inom polisen och forskarvärlden.
De släktbaserade kriminella nätverken har högt våldskapital och tjänar pengar genom bland annat narkotikabrott, våldsbrott och utpressning. Genom infiltration av myndigheter och politiska församlingar kan de medverka till beslut som gynnar den egna gruppen genom till exempel olika typer av bidrag och tillstånd. Ett exempel på detta är Södertäljenätverket.
Enligt Per Brinkemo försöker kriminella klaner ta över geografiska områden och bestämma vilka som får använda offentliga utrymmen som lekplatser och gårdar mellan bostadshus. Brinkemo menar att detta är systemhotande för samhället. Enligt Magnus Ranstorp har den offentliga debatten i Sverige haft svårigheter att hantera klankriminalitet, då de som lyft debatten blivit stämplade som rasister och islamofober.
År 2013 avslöjade Dagens Nyheter att polisregion Syd hade upprättat ett register över involverade i en släktfejd, men även ett stort antal barn och ickekriminella i samma släkt, och därför tvingades ersätta dem med stora belopp. År 2020 avslöjade Sydsvenskan att polisregion Syd på nytt hade samlat uppgifter för att kartlägga personer med koppling till släktbaserat kriminellt nätverk. Säkerhets- och integritetsskyddsnämnden inledde därefter en granskning för att kontrollera  behandlingen av personuppgifter i kartläggningen och den rapport som spreds inom Polismyndigheten. Granskningen visade att behandlingen av personuppgifterna denna gång i allt väsentligt hade varit laglig. Nämnden ansåg dock att släktbaserade kriminella nätverk hade benämnts på ett olämpligt sätt i rapporten. Att benämna ett sådant nätverk med ett visst efternamn innebar en risk för andra än de som ingick i nätverken att drabbas negativt. Efter att granskningen inletts införde Polismyndigheten en nationell standard för hur sådana nätverk skulle benämnas.

### Angered (Göteborg)
Ali Khan-nätverket, som tillhör folkgruppen mhallami med rötter i Libanon och Turkiet, är verksamt i Angered i Göteborg. Klanen räknar 120 medlemmar i Sverige och är även en av de mer kända i Nordrhein-Westfalen och Berlin i Tyskland. Trettio av medlemmarna i Angered har under en tvåårsperiod varit föremål för mer än 200 brottsutredningar som rörde mord, narkotikahandel, beskyddarverksamhet och bedrägerier med socialbidrag. Nätverkets lokala inflytande blev uppmärksammat efter det att den upprättat vägspärrar i Hjällbo centrum och Hammarkulletorget 2020 för att skydda sig mot en grupp från Backa, som den låg i fejd med.

### Södertäljenätverket
Ett av de släktbaserade nätverken är baserade i Södertälje och var föremål för en omfattande polisinsats under början av 2010-talet under benämning Operation Tore.

### Malmö
En av de släkter som pekas ut i polisens så kallade klanrapport är släkten Fakhro som tillhör folkgruppen mhallami, med ursprung i Mardin-provinsen i Turkiet och Libanon. I Sverige är den främst verksam i Malmö, men även i Helsingborg, Trelleborg, Bjuv, Göteborg och Arlöv. De är främst kända för en släktfejd som pågick under tidigt 00-tal. Sex bröder från släkten Fakhro har genom en bluff fått miljonavtal i fyra skånska kommuner, med hjälp av bland annat falska cv:n och referenser. Enligt polisen är familjen (2022) sedan flera år tillbaka en av de mest framträdande släktbaserade kriminella nätverken i Malmö. Två falanger inom Fakhro-nätverket var i konflikt med varandra 2006-2012, något som bland annat omfattade flera mordförsök, fem rättegångar och ett femtiotal polisanmälningar. Familjen har liksom Ali Khan-klanen kopplingar till Tyskland.

## Tyskland
Essens polischef Frank Richter angav 2019 att de libanesiska klankriminella i Tyskland till skillnad från italiensk maffia bedriver aktiviteterna mer offentligt: man skryter offentligt med både våldsdåd och kriminella gärningar. Detta har bland annat lett till skjutningar och storslagsmål på offentliga platser.
Enligt statsvetaren Ralph Ghadban, som forskat om klankriminalitet i Tyskland, betraktar de arabiska klankriminella det tyska samhället som ett "villebrådssamhälle" (tyska: Beutegesellschaft) att utnyttja exempelvis genom utnyttjande av socialbidrag. Ghadban skriver också att släkternas medlemmar gifter sig inom släkten vilket gör dem endogama.
Klankriminella organisationer är framförallt aktiva i Berlin, Bremen, Niedersachsen och Nordrhein-Westfalen och domineras av grupper med härkomst i Libanon och Turkiet. De kriminella klanernas ursprungliga medlemmar kom till Tyskland som flyktingar efter att inbördeskriget i Libanon bröt ut 1975, fick asyl och fördelades på olika förbundsländer.
Under 2018 genomfördes i Tyskland 45 rättegångar med 654 misstänkta som klassades som klankriminalitet, vilket representerade 8,4 % av årets alla rättegångar inom organiserad brottslighet. Drygt hälften av rättegångarna berörde narkotikabrott och runt en fjärdedel (12) rörde egendomsbrott av olika slag..
Kriminella klanmedlemmar verkar försöka tillskansa sig vissa områden i landet. Poliser möts ofta av öppen fiendskap, höga och omedelbart visade aggressionsnivåer, respektlöshet och våldseskalation.

### Berlin
Medan arabiska klaner är omskrivna kommer den största gruppen gängkriminella i Berlin ifrån Östeuropa.
Sommaren 2018 beslagtog myndigheterna 77 fastigheter, som tillhörde Remmo-klanen(de) i Berlin.
I februari 2019 var mellan åtta och tio kriminella klan-nätverk aktiva i Berlin. De är framförallt aktiva i stadsdelarna Neukölln, Wedding, Moabit och Kreuzberg. Enligt grundskoledirektör Astrid-Sabine Busse vill familjerna vare sig yrkesarbeta eller integreras i det tyska samhället.
I april 2019 skapade Berlins myndigheter Zentrum für Analyse und Koordination zur Bekämpfung krimineller Strukturen (ZAK BkS) som sorterar under Landeskriminalamt(de) 7. Enheten tjänar som kontaktpunkt för regionala, federala och internationella organisationer som arbetar mot klankriminalitet.
Tidigare var poliser försiktiga med att närma sig klanernas fordon om de var omringade av klanmedlemmar och parkerade vid stoppförbud, emellertid ändrade polisen taktik till att dela ut böter uppbackade av ett hundratal poliser vid behov. Lyxbilar kontrolleras för trafikfarlighet eller för oklara ägarförhållanden och riskerar då att konfiskeras.
Under året 2020 uppskattades att 388 personer tillhörde klankriminella grupper 31 december och 1013 lagbrytelser identifierades fördelade på 291 misstänkta. Av de misstänkta var 15 kvinnor. Huvuddelen av förbrytelserna gällde trafikförseelser (139), narkotikabrott (130), våld (118) och stöld (100). Klankriminella grupperingar visade kopplingar till motorcykelgäng, dörrvakter, kampsportare och rappare samt till näringsverksamheter som vattenpipekaféer, andrahandsbutiker, juvelerare och biluthyrning. Myndigheter beslutade att likvidera två av de fastigheter som beslagtogs 2018. Under året blev tre fenomen av betydelse:
- Inom klanstrukturerna syns ett parallellsamhälle som använder sig av egna "skiljedomare" för att göra upp tvister istället för att vända sig till det tyska rättssystemet.[54]
- Vittnen och offer hotades systematiskt både fysiskt eller finansiellt till att ändra sina vittnesmål.[54]
- Klankriminella spionerar på polisbyggnader och förstör bevis.[54]

### Bremen och Niedersachsen
I Bremen uppskattas klanmedlemmarna räkna 3500 totalt i kretsen runt Miri-klanen, varav 1800 har varit misstänkta i fall som rör allt mellan butiksstöld till dödligt våld.
År 2018 var fyra klankriminella ligor kända hos polisen i Niedersachsen och de var framförallt aktiva inom narkotikahandel i första hand och egendomsbrott i andra hand.
Under år 2019 registrerade Niedersachsens rättssystem 2630 händelser i samband med klankriminalitet, varav 1585 rörde sig om lagbrott som omfattade 1646 misstänkta och skyldiga. Bland dessa hade 890 tyskt medborgarskap, 167 libanesiskt, 162 turkiskt, 83 syriskt och 53 rumänskt. 355 av dessa var skyldiga eller misstänkta vid flera tillfällen. Som ett led i bekämpandet av klanerna anställde Niedersachsens rättsinstanser nio åklagare för ändamålet under 2019.

### Nordrhein-Westfalen
I ljuset av brottsbenägenheten hos anhöriga till vissa storfamiljer började polisen i Nordrhein-Westfalen studera klanerna år 2008. De har identifierat 104 turkisk-arabiska familjeklaner från 2016 till 2018, som inkluderade 6 449 misstänkta gällande 14 225 brott. 381 av de misstänkta var involverade i fler än fem brott årligen och klassades som återfallsförbrytare (tyska: Mehrfachtäter) och dessa var ansvariga för en tredjedel av brottsmängden.
Polisrapporten från 2018 pekar på internationell handel med kokain och cannabis som central i den kriminella verksamheten. Klanmedlemmar är i varierande grad delaktiga i hela logistikkedjan, från produktion i Sydamerika såväl som finansiering, smuggling eller fördelning av drogerna. Indikationer visar att de kriminella i tilltagande grad använder andra etniciteter för att sälja drogerna på gatan.
Rapporten visar också att shishabarer (vattenpipskaféer) och lokaler för hasardspel eller vadslagning  används som mötesplatser där kontakter knyts. Lokalerna möjliggör också penningtvätt i form av fastighetsaffärer eller används för att på olika sätt undkomma beskattning.